# Aratro stellato

Una variante moderna della bandiera dell'aratro stellato

La bandiera dell'aratro stellato (in irlandese: An Camchéachta - l'aratro ricurvo) è una bandiera originariamente utilizzata dall'Irish Citizen Army, un movimento socialista repubblicano irlandese, e successivamente adottata da altre organizzazioni politiche irlandesi.

## Definizione

La bandiera originale Starry Plough dell'Irish Citizen Army del 1914

L'originale aratro stellato è stato disegnato da William H. Megahy, anche se l'idea potrebbe essere nata da George William Russell, per l'Irish Citizen Army e mostrava stelle d'argento su sfondo verde. La bandiera raffigura un asterismo (una parte identificabile di una costellazione) della costellazione dell'Orsa Maggiore, chiamata The Plough (o "Starry Plough") in Irlanda e Gran Bretagna, Grande Carro in Nord America e vari altri nomi in tutto il mondo. Due delle sette stelle dell'aratro indicano Polaris, la Stella Polare. James Connolly, cofondatore dell'Irish Citizen Army insieme a Jack White e James Larkin, ha affermato che il significato dello striscione era che un'Irlanda libera avrebbe controllato il proprio destino, dall'aratro alle stelle. La spada come vomere è anche un riferimento biblico in Isaia 2:3-4. Nel versetto biblico, Dio è chiamato a controllare il proprio destino e spinge i suoi seguaci a trasformare le armi in strumenti, trasformando i mezzi per la guerra in mezzi per la pace. Il connubio tra la tradizione cattolica, in cui il riferimento biblico è parte integrante del disegno della bandiera, e i concetti socialisti, come la classe operaia e l'oppressore che li costringe a prendere i loro vomeri come armi, rende la bandiera dell'Aratro Stellato complessa e ricca di sfumature, che culminano in una gamma molto ampia di interpretazioni.

## Storia
L'originale Starry Plough fu inaugurata il 5 aprile 1914 e sventolata sull'Imperial Hotel dall'Irish Citizen Army durante la Rivolta di Pasqua del 1916. La bandiera del 1916 è esposta al Museo nazionale d'Irlanda, Collins Barracks, a Dublino.
In Irlanda del Nord, la bandiera viene spesso bruciata dagli attivisti lealisti in segno di protesta.